# Dibrova, Milove
Dibrova (în ucraineană Діброва) este un sat în comuna Mîkilske din raionul Milove, regiunea Luhansk, Ucraina.

## Demografie
Componența lingvistică a localității Dibrova
     Ucraineană (91,77%)
     Rusă (8,02%)
Conform recensământului din 2001, majoritatea populației localității Dibrova era vorbitoare de ucraineană (91,77%), existând în minoritate și vorbitori de rusă (8,02%).